# 南非豬唇魚
南非豬唇魚，為輻鰭魚綱鱸形目隆頭魚亞目隆頭魚科的其中一種，分布於南非海域，棲息深度可達60公尺，體長可達75公分，棲息在岩石區海域，以軟體動物、甲殼類及海膽為食，生活習性不明，可做為食用魚及遊釣魚。